# Уши (остров)

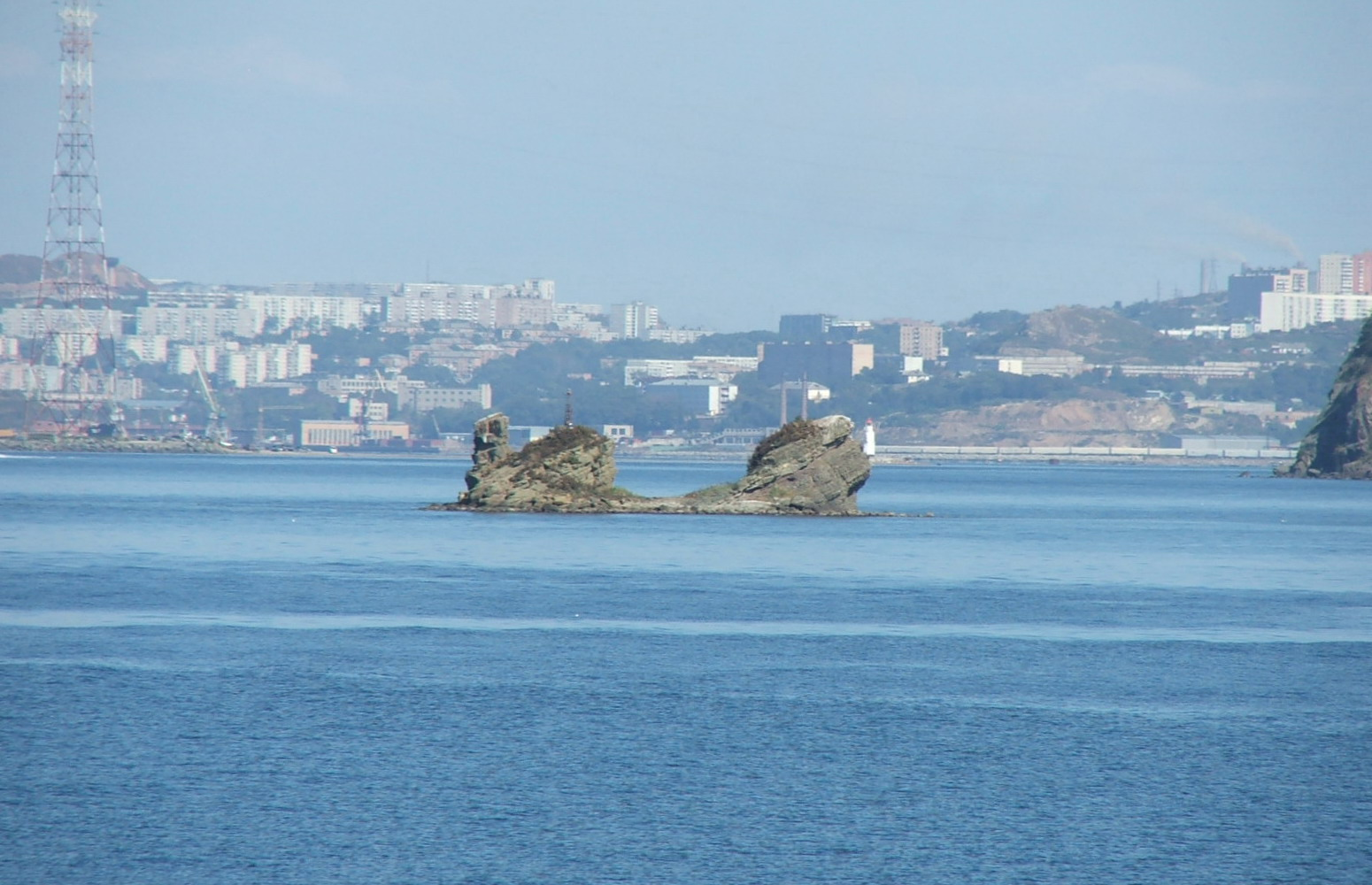
Уши, вид в сторону Владивостока

У́ши — крохотный островок в Амурском заливе Японского моря, в 160 м к северо-западу от острова Русский и в 10 км к югу от центра Владивостока. Представляет собой две скалы, соединённые низким перешейком и по внешнему виду напоминающие уши. Среди местных жителей также распространено название Ослиные Уши.
Размеры острова около 45 м в длину и 22 в ширину. Площадь 0,06 гектара. Максимальная высота над уровнем моря 6 метров. Остров почти полностью лишён растительности, лишь на каменистом перешейке произрастают суккуленты. На скалистых вершинках собираются чайки и бакланы, скалы покрыты птичьим помётом. Обращённый к острову Русскому мыс, сложенный конгломератами, подвергается абразионному воздействию волн, в результате чего там образовалась небольшая арка. К западу от острова тянется каменистая гряда с глубиной до 5,2 м, к северо-востоку лежит банка Нахимова с наименьшей глубиной 4,8 м.
Остров Уши часто посещается туристами. В январе — феврале вокруг острова образуется неподвижный лёд.

Летом до острова можно дойти вброд.